# Cumberland (enhetskommun)
Cumberland är en enhetskommun i det ceremoniella grevskapet Cumbria i England,  Storbritannien. Kommunen har 275 390 invånare (2022). Administrativ huvudort är Carlisle.
Den bildades den 1 april 2023 genom en sammanslagning av distrikten Allerdale, Carlisle och Copeland. Den har 128 civil parishes. Staden Carlisle ingår inte i någon civil parish.
Större orter är Carlisle, Whitehaven och Workington.